# Erika Umeda
Erika Umeda (梅田 えりか, Erika Umeda, nasceu a 24 de Maio de 1991 em Tóquio, Japão) é uma cantora e modelo japonesa. Foi membro do grupo °C-ute, do Hello! Project. Após ter graduado do Hello! Project, juntou-se à agência de modelos ILLUME model.

## História
Em 2002, Umeda Erika, a mais velha das concorrentes, juntamente com outros 14 meninas passaram na audição Hello! Project Kids Audition. O grupo das 14 vencedoras da audição tomou por nome "Hello! Project Kids". O primeiro grupo em que Umeda actuou foi no ZYX, juntamente com outros quatro membros do Hello! Project Kids, Shimizu Saki, Maimi Yajima, Tsugunaga Momoko, Murakami Megumi e um membro das Morning Musume, Yaguchi Mari. O grupo realizou apenas dois singles e depois não fez mais nenhum actividade em conjunto.
Enquanto membro dos Hello! Project Kids, continuou a actuar como dançarina nos concertos das Morning Musume. No final de 2004, Umeda juntou-se ao grupo constituído por todos os membros do Hello! Project H.P. All Stars, e foi, também, uma das dançarinas no Video Clip Boogie Train '03, da Fujimoto Miki.
Em 2005 juntou-se ao grupo °C-ute, constituído pelos 7 membros do Hello! Project Kids que não haviam sido escolhidos para integrar as Berryz Koubo. Em Janeiro de 2006 foi anunciado que Arihara Kanna, originalmente membro do Hello! Pro Egg juntou-se ao grupo, tornando assim as °C-ute um grupo de 8 membros. Apesar de Umeda ser a mais velha do grupo e, como consequência a Líder deste, ela confessou não se sentir preparada para assumir o posto de líder e, por isso, Yajima Maimi assumiu o cargo. Em Maio desse ano, o grupo realizou o seu primeiro single Indie, intitulado Massara Blue Jeans. Nesse single Umeda foi uma das cantoras principais, recebendo muitas linhas a solo durante toda a música.
Em 2006 entrou na equipa de futsal Little Gatas, que era predominante constituída por membros do Hello! Project Kids e tinha algumas jogadoras do Hello! Pro Egg. O grupo de futsal tinha sido originalmente criado em 2004 para o 2004 Hello! Project Sports Festival com o nome Gatas Youth.
A 21 de Fevereiro o grupo realizou o seu major single "Sakura Chirari". Com este single as °C-ute tornaram-se o grupo com membros mais novos (com idade média de 13 anos) a algumas vez entrarem no top 10 do Orincon. Nesse mesmo ano, Umeda deixou a equipa de futsal Little Gatas e juntou-se à equipa principal do Hello! Project Gatas Brilhantes H.P.. Tanto nas Little Gatas quanto Gatas Brilhantes H.P. tinha a posição de Goleira.
Em 2008, as °C-ute juntamente com as Berryz Koubo, realizaram o seu primeiro Evento a Solo. Umeda escolheu cantar Sakura Chirari (das °C-ute) e Furusato e Ganbacchae! do Morning Musume.
A Junho de 2009, Tsuku, o produtor do Hello! Project anunciou no seu blog pessoal que estava a pensar reviver antigos grupos, e um dos escolhidos foi ZYX. O grupo ganhou 8 novos membros, sendo que, dos membros originais, só permaneceram Umeda e Tsugunaga Momoko e também ganhou outro nome ZYX-∝. Em Agosto desse mesmo ano, no concerto Hello! Project Concert 2009 Summer Kakumei Gannen ~Hello! Chanpuru~, a própria Umeda anunciou que iria graduar do Hello! Project, para se tornar Modelo. A sua cerimonia de graduação ocorreu a 25 de Outubro de 2009 no concerto °C-ute Concert Tour 2009 Natsu Aki ~Cutie JUMP!~.
A 31 de Março de 2010 foi anunciado que Umeda teria assinado contrato com a agência de modelos ILLUME model.
Em 2013, Umeda deixou a carreira de modelo para retornar à música e assinou contrato com a Brand-New Music. Ela lançou seu primeiro álbum solo, Erika, em 12 de fevereiro de 2014, com o single principal "Crush On You." Em 2018, ela se tornou conselheira do grupo feminino Turtle Lily.

## Vida pessoal
Em 15 de agosto de 2021, Umeda anunciou em seu blog e na sua conta do Instagram que havia se casado com Hirokasu Goto, um radialista da Prefeitura de Niigata, e que estava grávida do primeiro filho do casal.

## Dicografia

### Singles e Álbuns
Ver Discografia das °C-ute, Discografia ZYX

## Eventos a Solo

### Primeiro Evento
- Sakura Chirari (桜チラリ) (°C-ute)
- Furusato (ふるさと) (Morning Musume)
- Ganbacchae! (がんばっちゃえ!) (Morning Musume)

### Segundo Evento
- ENDLESS LOVE ~I Love You More~ (°C-ute)
- Kousui (香水) (Melon Kinebi

### Terceiro Evento
- KoiING (恋ＩＮＧ) (Morning Musume)
- Big dreams (°C-ute)

## Filmografia
- [2002] Koinu Dan no Monogatari (仔犬ダンの物語)

## Rádio
- [2006–2007] CUTIE PARTY (com Murakami Megumi em 2006 e com Yajima Maimi de 2006 a 2007)
- [2008–2009] °C-ute Cutie☆Paradise (キューティー☆パラダイス) (com Suzuki Airi)